# Рафа Алькантара
Рафа Алькантара ду Насіменту (ісп. Rafael Alcântara do Nascimento; нар. 12 лютого 1993, Сан-Паулу), також відомий як Рафінья — бразильський футболіст, центральний півзахисник катарського «Аль-Арабі» та збірної Бразилії.
Молодший брат гравця «Ліверпуля» Тьяго Алькантари. Рафінья представляв Іспанію у юнацьких збірних різних вікових груп, проте у 2013 році був зіграний спочатку за молодіжну, а у 2015 році й за національну збірну Бразилії.

## Клубна кар'єра
Народився 12 лютого 1993 року в місті Сан-Паулу. З 13 років займався у футбольній академії «Барселони». Дорослу футбольну кар'єру розпочав 2011 року в команді «Барселона Б».
З 2011 року почав потрапляти до заявки головної команди «Барселони», проте грав у її складі епізодично і лише у другорядних турнірах. У дорослому футболі отримав регулярну ігрову практику лише в сезоні 2013/14, граючи на умовах оренди за «Сельту». Наступного сезону, повернувшись до «Барселони», вже став регулярним гравцем каталонського клубу, провівши за сезон 36 матчів у всіх турнірах. Проте згодом ігровий час Рафіньї суттєво зменшився через високу конкуренцію за місце у головній каталонській команді.
29 жовтня 2016 року відзначився єдиним голом у домашньому матчі 10 туру чемпіонату Іспанії проти «Гранади», забивши у 1500-му домашньому матчі в історії Барселони.
23 січня 2018 року на правах оренди з правом викупу за 35 мільйонів доларів приєднався до міланського «Інтернаціонале», проте 30 червня того ж року повернувся до «Барселони».
Протягом сезону 2018/19 в каталонській команді взяв участь лише у 8 матчах різних турнірів, невдовзі після початку наступного сезону знову був відданий в оренду до «Сельти». Згодом знову повернувся до «Барси».
У 2020 році підписав контракт з французьким «ПСЖ», проте й у стані «парижан» не отримував достатньо ігрової практики, з'являючись на полі переважно на заміну.
28 грудня 2021 року пішов у піврічну оренду до «Реал Сосьєдада».

## Виступи за збірні
2009 року дебютував у складі юнацької збірної Іспанії, відтоді взяв участь у 14 іграх на юнацькому рівні (за команди різних вікових категорій), відзначившись 3 забитими голами.
З рівня молодіжних збірних, на якому дебютував 2013 року, вирішив грати за команди своєї батьківщини, Бразилії. Восени 2015 року провів дві гри за національну збірну Бразилії.
У складі олімпійської збірної Бразилії виборов «золото» на Олімпійських іграх 2016 року.

## Досягнення
- Чемпіон Іспанії: 2014/15, 2015/16, 2017/18, 2018/19
- Переможець Ліги чемпіонів УЄФА: 2014/15
- Володар Суперкубка УЄФА: 2015
- Володар Кубка Іспанії: 2011/12, 2014/15, 2015/16, 2016/17, 2017/18
- Володар Суперкубка Іспанії: 2016, 2018
- Переможець клубного чемпіонату світу: 2015
- Володар Суперкубка Франції: 2020, 2022
- Володар Кубка Франції: 2020/21
- Володар Кубка Еміра Катару: 2023
- Олімпійський чемпіон: 2016

| Дата     | Місто                  | Господарі | Результат | Гості      | Турнір           | Голи | Примітки |
| -------- | ---------------------- | --------- | --------- | ---------- | ---------------- | ---- | -------- |
| 5-9-2015 | Гаррісон               | Бразилія  | 1 – 0     | Коста-Рика | товариський матч | -    | 81'      |
| 9-9-2015 | Фоксборо (Массачусетс) | США       | 1 – 4     | Бразилія   | товариський матч | 1    | 63'      |
| Усього   |                        | Матчів    | 2         |            | Голів            | 1    |          |